# عبد الرحمن فهمي
عبد الرحمن فهمي بك (30 مارس 1870 - 13 يونيو 1946) هو مناضل وضابط مصري.

## حياته
ولد في القاهرة في 30 مارس 1870 م وتخرج في المدرسة الحربية عام 1888 م. شارك في حملة الجيش المصري إلى السودان عام 1898 م، وأصبحت له علاقات قوية بالحركة الوطنية السودانية تدعمت بعد ثورة 1919 م المصرية. عمل ياورا لوزير الحربية مصطفى فهمى باشا ثم نُقل إلى خدمة البوليس عام 1901 م وعمل مديرا مديرية الجيزة عام 1911 م. ونظرا لأعماله الوطنية المبكّرة أبعدته السلطات الإنجليزية المحتلة عن مديرية الجيزة إلى وكالة الأوقاف المصرية في أواخر عام 1911 م. اصطدم مع رغبة الخديوي عباس في الاستيلاء على قطعة أرض تابعة للأوقاف المصرية.فأصدر الخديوي قرارا بإحالته إلى المعاش عام 1913 م.

## ناضله
ساهم عبد الرحمن فهمي في الثورة التي قادها الزعيم المصري سعد زغلول باشا عام 1919 م فعمل على إنشاء وقيادة اخطر جهاز سري لحزب الوفد الذي شكله سعد زغلول باشا، وساعده في إنشاء هذا الجهاز وتنظيمه ابن أخيه الدكتور احمد ماهر رئيس وزراء مصر فيما بعد. في يوليو 1920 م أُلقي القبض على عبد الرحمن فهمي بيك الذي كان يُشغل منصب السكرتير العام للجنة حزب الوفد المركزية مع 26 شابا وطنيا من شباب مصر وحوكموا في 20 يوليو 1920 م بتهمة إنشاء جمعية سرية باسم «الانتقام» تهدف إلى خلع السلطان أحمد فؤاد.وصدر الحكم بإعدام عبد الرحمن فهمي وستة من رفاقه الأبطال ثم جرى تخفيف الحكم إلى 15 سنه وبسجن الباقين مُددا مختلفة. أُطلق سراحه وزملاءه الأبطال بعد تشكيل الزعيم سعد باشا زغلول لحكومته الوفدية الشعبية في يناير 1924 م، وكان إطلاق سراحهم بإصدار قانون خاص بالعفو عنهم. قام بإنشاء نقابات عمالية وطنية مصرية جديدة عام 1924 م كما أصدر مجلتين عُماليتين تنطقان باسم حزب الوفد.ونجح في إصدار جريدة الأخبار في 25 فبراير 1920 م برئاسة أمين بيك الرافعي. انتُخب عضوا بمجلس النواب المصري عن دائرة «كرداسه».

## وفاته
- توفي في 13 يوليو 1946 م راضيا بما قدمه لوطنه العزيز مصر، تاركا وراءه أربعة أبناء مخلصين لوطنهم على شاكلته ومنهم الوزير مراد فهمي وزير الأشغال بعد ثورة 23 يوليو وكمال فهمي ومحي الدين فهمي وصلاح فهمي.